# Panada (zuppa)
La panàda è un piatto unico, di umili origini, preparato nelle campagne e adatto per la sua sostanziosità ai malati, anziani e bambini.
L'origine contadina di questo piatto è testimoniata dai suoi ingredienti: pane raffermo, brodo, olio di oliva, cannella, formaggio grana.

## Preparazione
Il pane viene affettato e disposto in una casseruola, coperto con il brodo e bagnato dall'olio e lasciato riposare per circa mezz'ora. Quindi si cuoce a fuoco lento per circa tre quarti d'ora, mescolando frequentemente sino a quando si presenta come una crema densa. Si unisce il Grana Padano e si serve cospargendola con un filo di olio. Nel Veronese si usa pane raffermo grattugiato, ad uso della famosa salsa pearà.